# 圣方济各圣殿与修院 (利马)

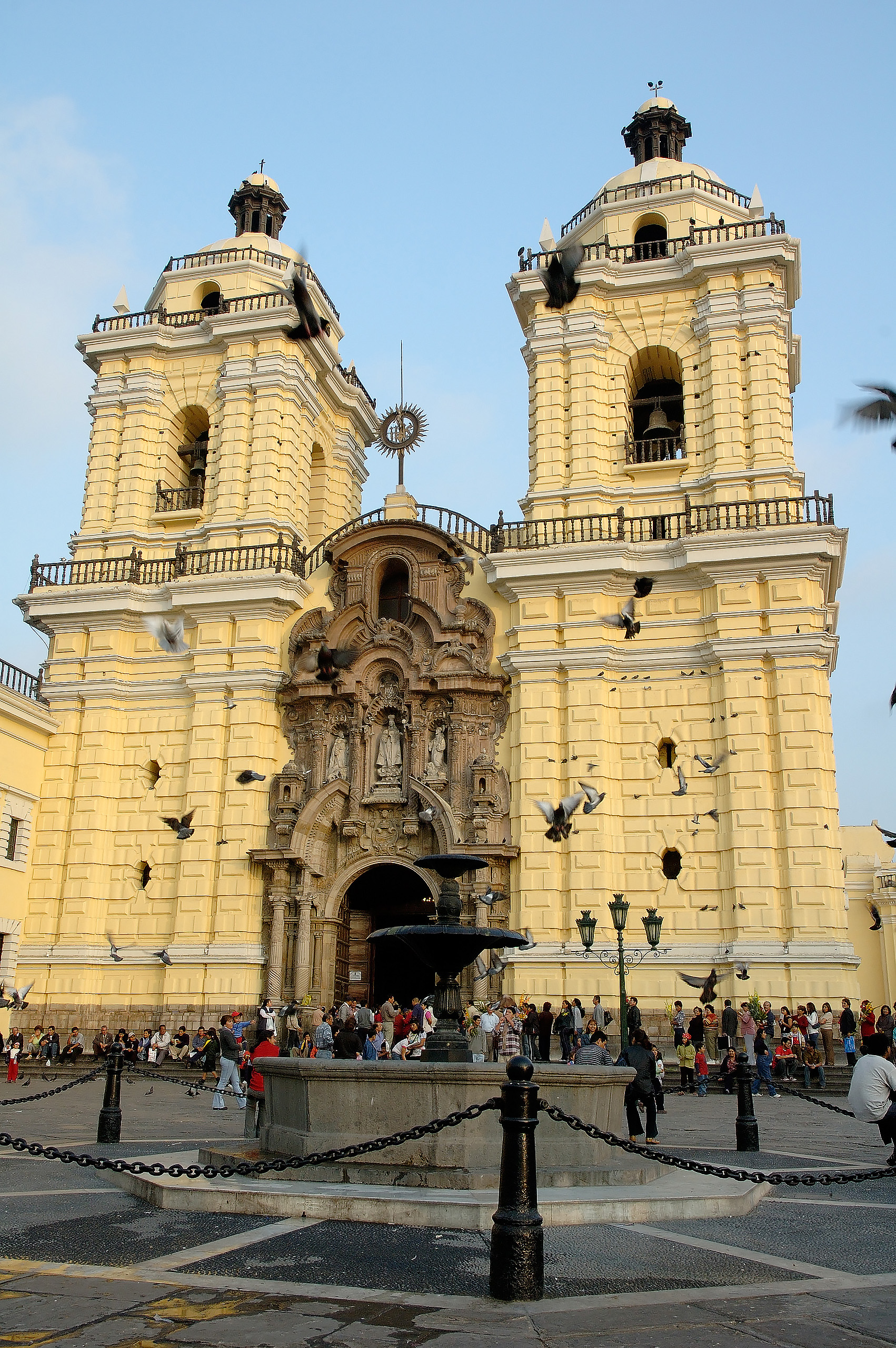
圣方济各圣殿

圣方济各圣殿与修院（Basílica y Convento de San Francisco de Lima）位于秘鲁利马，武器广场东北方一个街块，巴洛克风格。它是利马历史中心的一部分，1991年被列为世界遗产。它的图书馆和地下墓穴非常著名。在圣犹达瞻礼日，40人抬着一吨半重的银台游行。
圣殿与修院在1673年祝圣，1774年完成。虽然在1687年和1746年地震中幸存，但是在1970年地震中遭到严重的破坏。

## 建筑
利马的圣方济各圣殿与修院是个极为庞大综合建筑，又名伟大的圣方济各或者耶稣的圣方济各，位于秘鲁利马历史中心。这间教堂、索莱达德圣母教堂和奇迹教堂都是利马最欢迎和最具艺术性的角落。拉蒙·梅嫩德斯·皮达尔，西班牙的语言学家和博学家，如此描述这间教堂：“在西班牙征服的土地上，这是最伟大和最高尚的建筑物”。

## 位置
圣方济各教堂位于安卡什路（圣方济各街）第三条街跟兰帕路（索莱达德街）第一条街的交叉路口。

## 描述
必看不可的内部设计有：新古典主义的主要圣坛、地下墓穴和博物馆、门廊、卡尔特修道院和回廊。正门附近，人们可以看到一块教廷的纪念匾牌。

## 图书馆
在这个非常有价值的地方里面大约有2万5千册书卷，有既名贵又古老的版本和十五至十八世纪的方济各会年代记，还有秘鲁印刷所初年编辑的一些书卷和有六千多份的羊皮紙稿、耶稣会士、奥古斯丁、本笃等大量作品。在图书馆里面人们可以找到各种书籍例如：神学、哲学、历史、文学、音乐、教会法和传教法的书，还可以找到拉丁语、西班牙语、法语、葡萄牙语、意大利语的圣经和一些非常很少说的语言版的书籍。

## 地下墓穴
这个建筑物最令人 吃惊的是地下墓穴。这个地方给大部分的人留下非常深刻的印象，因为地下墓穴是殖民地时代的旧墓地，这样直到1810年。据估计，当时至少容纳2万5千人。目前在不同的房间人们可以看到很多分类过的骨头，有时它们的排列方式非常有“艺术感”，好像万人坑。传说教堂地下室的一些门后有能通往其他的教堂的暗道，甚至能接通政府宫。